# Sofrónovo
Sofrónovo (en rus: Софроново) és un poble de l'óblast de Vladímir, a Rússia, segons el cens del 2010 tenia 393 habitants. Pertany al districte municipal de Mélenki.